# 基础军
基础军（德語：Streitkräftebasis），官方英語名称為聯合支援軍（英語：Joint Support Service），是德国联邦国防军的一支跨軍種部隊。该部隊成立于2000年10月，负责德国联邦国防军的后勤、运输、憲兵、情报搜集、防諜工作。其指揮官稱作「基礎軍總監」，可由陸海空各軍的中將出任。

## 结构
基础军的结构如下：
- 基礎軍司令部（德语：Kommando Streitkräftebasis）
  - 联邦国防军运输處
  - 联邦国防军地理信息處
  - 联邦国防军体能训练中心
- 军事情报局（德语：Amt für Militärkunde）
- 軍事保安局（德语：Militärischer Abschirmdienst）
- 联邦国防军大学
- 野戰獵兵部隊（德语：Feldjägertruppe (Bundeswehr)）（即憲兵，分散在各个军区）